# Нетарифные методы регулирования внешнеэкономической деятельности
Нетарифные методы регулирования внешнеэкономической деятельности —  методы воздействия на процессы в сфере внешнеэкономической деятельности, но не относящиеся к таможенно-тарифным методам государственного регулирования.
Общепринятого определения термина нетарифного регулирования не имеется.
Впервые термин были использован в исследовании Международной торговой палаты, которое определило его как Non-tariff Obstacles to Trade. Paris. 1954. 
В Генеральном соглашении по тарифам и торговле было определило нетарифные ограничения как «любые действия, кроме тарифов, которые препятствуют свободному потоку международной торговли».
В большинстве исследований и в международных документах это определение продолжает присутствовать. Например, ЮНКТАД определяет нетарифные меры в целом как меры политики, которые не относятся к обычному таможенному  тарифу  и которые могут оказывать экономическое воздействие  на  международную  торговлю  товарами,  вызывая  изменения либо в объеме торговли, либо в уровне цен, либо и в том и в другом (UNCTAD/DITC/TAB/2009/3).
При разработке системы мер нетарифного регулирования было выявлено, что не сами нетарифные меры являются преградой в международной торговле, а их непосредственная реализация, зависящая от конкретных действий соответствующих лиц, прозрачности применяемых правовых актов и т.п. В результате появилась отдельная классификация «процессуальных преград», сопутствующих введению тех или иных мер нетарифного регулирования.
Современная внешнеторговая политика демонстрирует увеличение числа нетарифных мер, которое в определенной степени обусловлено сжатием возможностей повышения тарифов в большинстве стран мира. 
Перенос акцента с таможенных тарифов на нетарифные меры, неизбежно приводит к изменению сущности самого нетарифного регулирования. Оно превращается из законного, т.е. предусмотренного положениями ВТО средства защиты от недобросовестной конкуренции в барьеры на пути развития международной торговли.
Решение ситуации связанной с увеличением использования нетарифных мер регулирования предлагается решать посредством упрощения процедур торговли и создания условия для применения информационных технологий.

## Цели и задачи
С учетом международных соглашений нетарифные методы являются исключениями из общего правила свободной торговли и представляют собой:
1. Временные количественные ограничений экспорта или импорта по отдельным видам товаров, для защиты национального рынка.
2. Разрешительный порядок экспорта или импорта по отдельным видам товаров, которые могут оказать негативно сказаться на безопасности государства, жизни или здоровье граждан, имущество физических или юридических лиц, государственное или муниципальное имущество, окружающую среду, жизнь или здоровье животных и растений.
3. Выполнение международных обязательств
4. Введение исключительного права на экспорт или импорт отдельных товаров
5. Введение специальных защитных, антидемпинговых и компенсационных мер
6. Защита общественной морали и правопорядка
7. Защита культурных ценностей
8. Обеспечение национальной безопасности

## Классификация нетарифных методов
Отсутствие официального определения нетарифных мер регулирования приводит к появлению многочисленных перечней различных видов нетарифных мер регулирования.
Наиболее известными являются системы классификаций, разработанные ВТО и Конференцией ООН по торговле и развитию. 
Согласно ВТО все нетарифные ограничения объединяются в семь основных категорий:
1. Ограничения, обусловленные участием государства во внешнеторговых операциях (субсидии и дотации экспортерам, предпочтительная система размещения государственных заказов).
2. Таможенные и иные административные импортные и экспортные формальности. 
3. Технические барьеры в торговле (стандарты связанные с экологическими, санитарными, ветеринарными нормами, упаковкой и маркировкой товара, правила и порядок сертификации продукции).
4. Санитарные и фитосанитарные меры. 
5. Специфические ограничения (квотирование, эмбарго, валютный контроль, экспортные ограничения, требования к упаковке и маркировке и т.д.). 
6. Импортные сборы (предварительные импортные депозиты и т.д.)
7. Другие меры (защита интеллектуальной собственности, чрезвычайные меры).

ЮНКТАД предлагает классификацию нетарифных мер регулирования торговли, которая включает 16 групп. 
Классификационная схема ЮНКТАД нетарифных мер:
Технические нетарифные меры регулирования (относительно импортных товаров):
А. Санитарные и фитосанитарные меры, включая системы сертификаций;
B. Технические регламенты и стандарты, включая системы соответствия;
С. Предотгрузочная инспекция и таможенные формальности;
Нетехнические нетарифные меры регулирования (относительно импортных товаров):
D. Условные меры защиты торговли;
Е. Неавтоматическое лицензирование, квоты, запреты и меры количественного
контроля, за исключением применяемых в соответствии с санитарными и фитосанитарными мерами и техническими торговыми барьерами;
F. Меры ценового контроля, включая дополнительные налоги и сборы;
G. Финансовые меры;
Н. Внутренние меры, влияющие на конкурентоспособность импортных товаров;
I. Инвестиционные меры, связанные с торговлей;
J. Oграничения на распространение;
К. Oграничения на послепродажное обслуживание;
L. Субсидии, воздействующие на торговлю (исключая экспортные субсидии);
М. Торги в отношении правительственных закупок импортируемых товаров;
N. Ограничения торговли, связанные с правами на интеллектуальную собственность;
О. Ограничения торговли, связанные с определением страны происхождения
Товаров.
Экспортные нетарифные меры регулирования:
P. Меры в отношении экспорта товаров: запреты, квоты, лицензии, экспортные
субсидии и др.
Также, наряду с классификацией нетарифных мер регулирования предлагается проводить классификацию «процессуальных преград» при введении нетарифных мер регулирования, в частности:
А административное бремя (например, большое количество требуемых документов);
В проблемы информированности и прозрачности (например, частая смена регламента);
C непоследовательное или дискриминационное поведение государственных служащих (например, произвольное поведение государственных служащих);
D временные ограничения (например, задержки в административных процедурах);
E платежи (например, необычно высокие платежи или сборы за различные услуги);
F проблемы, связанные с инфраструктурой (например, плохое состояние дорог);
G безопасность (например, низкий уровень обеспечения безопасности лиц и грузов);
H ограничения правового характера (например, отсутствие процедуры урегулирования споров).
Нетарифные меры отличаются большим разнообразием. По данным П. Х. Линдерта насчитывается более 50 различных способов нетарифного регулирования. В соответствии с классификацией ЕЭК ООН их разделить на три группы:
- Меры прямого ограничения;
- Защитные меры (меры защиты внутреннего рынка);
- Административные и таможенные формальности.

## Меры прямого ограничения
К мерам прямого ограничения относятся лицензирование и квотирование.

### Лицензирование
Лицензирование как мера гос. регулирования внешнеторговой деятельности применяется в России (СССР) с 1989 г. Лицензирование в сфере внешней торговли товарами может применяться для:
1. Введения временных количественных ограничений экспорта или импорта отдельных видов товаров;
2. Реализации разрешительного порядка экспорта, импорта отдельных по отдельным видам товаров, которые могут оказать неблагоприятное воздействие на безопасность государства, жизнь или здоровье граждан, имущество физических или юридических лиц, государственное или муниципальное имущество, окружающую среду, жизнь или здоровье животных и растений;
3. Предоставления исключительного права на экспорт и (или) импорт отдельных видов товаров (например, вооружения, военной техники);
4. Выполнения международных обязательств.

### Квотирование
Квота (то же самое контингентирование).— это ограничение в стоимостном или физическом выражении, вводимое на импорт или экспорт конкретных товаров на определенный период времени.
В эту категорию входят:
- глобальные квоты
- квоты, действующие в отношении отдельных стран
- сезонные квоты
- «добровольные» ограничения экспорта (англ. voluntary export restrictions).  — означает обязательство одного из государств-партнеров, или взаимное обязательство, ограничить торговлю путём введения квот на экспорт товаров. Специфика этого вида торговых ограничений состоит в том, что торговый барьер, защищающий страну импортера, вводится на границе экспортирующей, а не импортирующей страны.

Например, в феврале 1995 года было подписано соглашение РФ с ЕОУС, содержащие такое обязательство по некоторым изделиям из стали. В 1994 году, например, были введены «добровольные» ограничения по поставке в ЕС карбида кремния, алюминия, текстильных товаров. Меры прямого ограничения экспорта и импорта могут вводиться в исключительных случаях Правительством Российской Федерации.

## Меры защиты внутреннего рынка
Отдельной мерой (группой мер) следует рассматривать специальные защитные, антидемпинговые и компенсационные меры при импорте товаров. К ним относятся:
- Импортные квоты
- Специальные пошлины
- Антидемпинговые пошлины
- Установление барьера по минимальным ценам на рынке страны-импортера
- Компенсационные пошлины

Специальные защитные меры с учетом приведенной классификации представляют собой комбинацию таможенно-тарифных мер и мер прямого ограничения

## Административные и таможенные формальности
Среди мер нетарифного регулирования ВЭД можно выделить категорию мер, связанных с выполнением таможенных или административных формальностей.

### Импортныеналогиисборы
К ним относятся:
1. Импортные налоги (не следует их смешивать с импортными пошлинами):
  - пограничный налог, которым облагаются товары за факт пересечения границы;
  - сборы, связанные с оформлением документов на таможне, таможенным досмотром товара, проверкой его качества;
  - другие сборы (портовые, статистические, фитосанитарные и т. п.).

Особой разновидностью импортного налога являются скользящие импортные сборы, широко применяемые в ЕС в качестве протекционистской меры в аграрном секторе. По характеру своего действия скользящие импортные сборы близки к таможенным пошлинам, но в отличие от них постоянно меняют свой уровень в зависимости от соотношения внутренних и мировых цен на сельскохозяйственную продукцию.
2. Импортные депозиты представляют собой денежный залог под оплату таможенных пошлин, который импортер должен внести в местной или иностранной валюте в уполномоченный банк перед закупкой иностранного товара. Сумма импортного депозита устанавливается в виде определенного соотношения к стоимости импортируемого товара.

### Сертификация
Одной из разновидностей административных и таможенных формальностей является сертификация ввозимых товаров и услуг. Ввозимые на территорию Российской Федерации товары должны соответствовать техническим, фармакологическим, санитарным, ветеринарным и экологическим стандартам и требованиям, установленным в РФ . Запрещается ввоз товаров, которые не соответствуют указанным выше стандартам и требованиям, не имеют сертификата, маркировка или знака соответствия в предусмотренных законодательством случаях, запрещены к использованию как опасные потребительские товары, имеют дефекты, представляющие опасность для потребителей. Порядок сертификации ввозимых товаров регулируется законом РФ № 184-ФЗ «О техническом регулировании» и иными правовыми актами.

### Предотгрузочная инспекция
В целях защиты прав и интересов потребителей, противодействия недобросовестной практике искажения сведений об импортируемых в Российскую Федерацию товарах, в том числе занижения их стоимости, Правительство РФ вправе вводить предотгрузочную инспекцию, включая выдачу сертификата о прохождении предотгрузочной инспекции, в отношении отдельных товаров, импортируемых в РФ.

## Прочие нетарифные меры

### Валютные ограничения и валютный контроль
Особое место в ряду нетарифных инструментов регулирования ВЭД занимают валютные ограничения и валютный контроль. Валютные ограничения представляют собой регламентацию операций резидентов и нерезидентов с валютой и другими валютными ценностями. Основные понятия, права и обязанности, положения, регулирующие валютное обращение и контроль, содержатся в законе РФ «О валютном регулировании и валютном контроле» и других нормативных актах.

### Регулирование курса национальной валюты
Важной составной частью валютно-хозяйственного механизма управления внешнеэкономической деятельностью является установление курса национальной валюты по отношению к иностранным валютам.
В РФ органом государственной власти, ответственным за обеспечение устойчивости рубля, является Центральный Банк РФ. Он устанавливает официальный курс рубля по отношению к ведущим иностранным валютам, который используется для решения многих задач, связанных с ВЭД: таможенные платежи и сборы, обязательная продажа валютной выручки (до 2008 г.) и другие. Официальный курс устанавливается с учетом рыночного курса рубля, показателем которого могут служить котировки на Московской межбанковской валютной бирже (ММВБ). Центральный Банк, являясь активным участников торгов на ММВБ и используя свои резервы национальной и иностранных валют, также оказывает существенное влияние на формирование рыночного курса рубля. Таким образом осуществляется влияние государства в лице ЦБ РФ на рыночный и официальный курс рубля, который в существенной мере будет определять поведение экспортеров, импортеров, инвесторов как в краткосрочной, так и долгосрочной перспективе.

### Меры поддержки экспорта
К числу мер государственного регулирования внешнеэкономической деятельности следует отнести различные мероприятия, содействующие развитию внешнеторговой деятельности. Среди мер финансовой поддержки экспорта практически во всех развитых странах государством созданы и действуют специальные экспортно-кредитные агентства.
В соответствии с законом «Об основах государственного регулирования внешнеторговой деятельности» органы исполнительной власти субъектов РФ в рамках своей компетенции осуществляют в соответствии с международными договорами РФ мероприятия (включая их финансирование), содействующие развитию внешнеторговой деятельности:
- кредитование участников внешнеторговой деятельности;
- функционирование системы гарантий и страхования экспортных кредитов;
- организацию торговых выставок и ярмарок, специализированных симпозиумов и конференций и участие в них
- проведение кампаний (в том числе рекламных) по продвижению товаров, услуг на мировые рынки
- финансовая поддержка
- налоговое стимулирование
- таможенно-тарифное стимулирование,
- специальные мероприятия в поддержку экспорта
- меры общеэкономического характера.

## Правовое регулирование мер нетарифного регулирования
Прямого запрещения использовать нетарифных мер регулирования в международном праве не содержится.
Вместе с тем ряд положений ГАТТ-1994 и ГАТС предусматривают возможность при определенных условиях, иногда в виде исключения, использовать отдельные виды нетарифные меры регулирования.
В самой общей форме применение нетарифных мер регулируется статьями I и III ГАТТ-1994, которые предусматривают что страны члены ВТО будут использовать режим наибольшего благоприятствования и национальный режим в отношении всех мер, регулирующих внешнюю торговлю. 
Статья ХХ ГАТТ-1994 разрешает применение целого ряда мер в форме исключений из правил ГАТТ, в частности запреты и ограничения по соображениям защиты общественной морали, охраны жизни и здоровья населения, животных и растений, а также меры, относящиеся к ввозу и вывозу золота, серебра и меры, применяемые для охраны невозобновляемых природных ресурсов. Положения статьи предусматривают применение мер по охране национальных, художественных и археологических ценностей и некоторых других мер. При этом применение данных мер не должно быть скрытым ограничением международной торговли, и они не должны применяться произвольным, а также дискриминационным путем.
Статья XXI ГАТТ-1994 разрешает применение различных мер по соображениям национальной безопасности и позволяет применять запреты в отношении торговли оружием и боеприпасами, а также ядерными материалами и материалами, из которых они производятся. 
Кроме того, имеется ряд соглашений, цель которых создать основы в использовании отдельных инструментов внутренней и внешней политики в качестве мер нетарифного регулирования, в частности:
- Соглашение по субсидиям и компенсационным мерам.
- Соглашение о применении статьи VI ГАТТ-1994.
- Соглашение о защитных мерах.
- Соглашение по процедурам импортному лицензирования.
- Соглашение по техническим барьерам в торговле.
- Соглашение по использованию санитарных и фитосанитарных мер.
Большое значение в создании международно-правовой основы для применения нетарифных мер имеет Соглашение об упрощении процедур торговли. Оно направлено на ослабление нетарифных мер, вызванных сложными процедурами пропуска товаров через таможенную границу.
Правовые положения, регулирующие применение нетарифных мер регулирования в торговле, содержатся в региональных соглашениях о зонах свободной торговли и таможенных союзов. Например, Соглашение о Транстихоокеанском партнерстве, которое содержит свои правила применения нетарифных мер, которые выходят за рамки правового пакета ВТО.